# World Athletics Relays

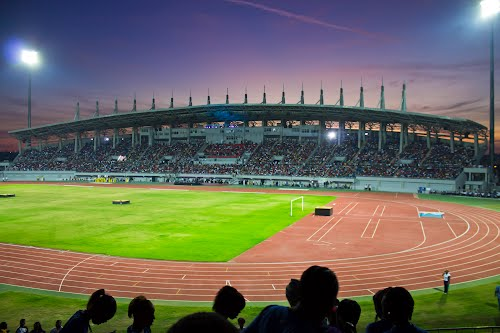
O Tommy Robinson National Stadium em Nassau, nas Bahamas, foi a sede das três primeiras competições e está programado para sediar a de 2024.

World Athletics Relays é um torneio bienal de atletismo dedicado ao revezamento de velocidade e meio-fundo, criado em 2014 pela IAAF, então a sigla do órgão máximo do atletismo internacional, hoje World Athletics, onde equipes de todo mundo competem em provas de revezamento em variadas distâncias, dos 100 metros aos 1500 metros.
As primeiras três edições da competição, em 2014, 2015 e 2017, foram realizadas em Nassau, nas Bahamas. Originalmente planejado para acontecer todo ano,  passou a ser realizado a cada dois, no mesmo ano de cada Campeonato Mundial de Atletismo, para o qual serve de seletiva. A primeira edição do torneio distribuiu US$1,4 milhão de dólares em prêmios e foram disputados revezamentos em distâncias olímpicas e não-olímpicas como 4x100 m, 4x200 m, 4x400 m, 4x800 m e 4x1500 m. Na terceira edição, em 2017, foi introduzido o revezamento 4x400 m misto, composto por 2 homens e 2 mulheres, hoje prova disputada nos Jogos Olímpicos e no Mundial de Atletismo.
O Brasil já conquistou um título mundial deste torneio nos 4x100 m da edição de Yokohama, Japão, em 2019, com a equipe formada por Rodrigo do Nascimento, Jorge Vides, Derik Silva e Paulo André, que derrotou a equipe dos Estados Unidos, composta entre outros pelos campeões olímpicos Justin Gatlin e Noah Lyles. Até 2023 foram disputadas cinco edições do evento, três nas Bahamas, uma no Japão e uma na Polônia.